# Viagem ao Céu
Viagem ao céu é um livro infantil de autoria de Monteiro Lobato e foi publicado em 1932.

## Enredo
O Visconde de Sabugosa tinha morrido afogado e Emília resolveu ressuscitá-lo. Ele reapareceu, mas transformado num sábio inglês, o "Dr. Visconde ficou sendo as duas coisas: ele próprio, e o "Dr. Livingstone". Acompanhados do novo Visconde, Pedrinho, Narizinho e Emília, e levando com eles a Tia Nastácia e o burro falante Conselheiro, resolveram por em prática uma aventura inimaginável, uma viagem ao céu!
O Saci é posicionado como uma prequela de Viagem ao Céu.

## Capítulos
1. O mês de abril
2. O Visconde novo
3. As estrelas
4. O céu do sol
5. O telescópio
6. Viagem ao céu
7. Coisas da lua
8. A Terra vista da Lua
9. Dona Benta
10. Mais visitas da Terra
11. Continua a viagem
12. O planeta Marte
13. Proezas da Emília em Marte
14. A Via-Láctea
15. A cavalgada louca
16. Aparece o burro
17. Saturno
18. No planeta maravilhoso
19. De novo na Lua
20. A aflição dos astrônomos
21. O grito de Dona Benta
22. O café dos astrônomos
23. As impressões de Tia Nastácia